# Johann Stockhausen (Orgelbauer)

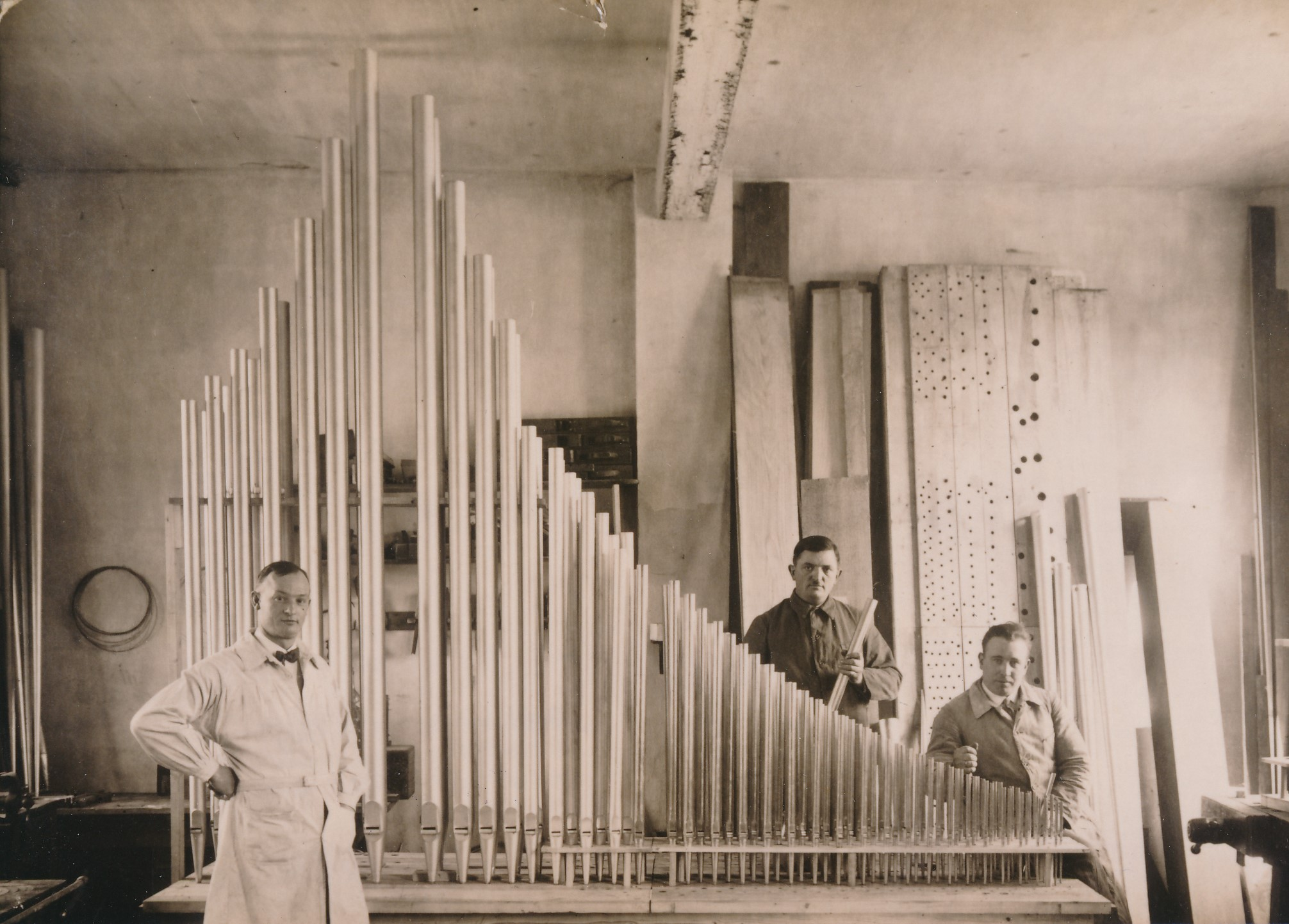
Johann Stockhausen (junior) und zwei Mitarbeiter in seiner Werkstatt in der Asbacher Straße 57 in Linz am Rhein im Jahr 1929

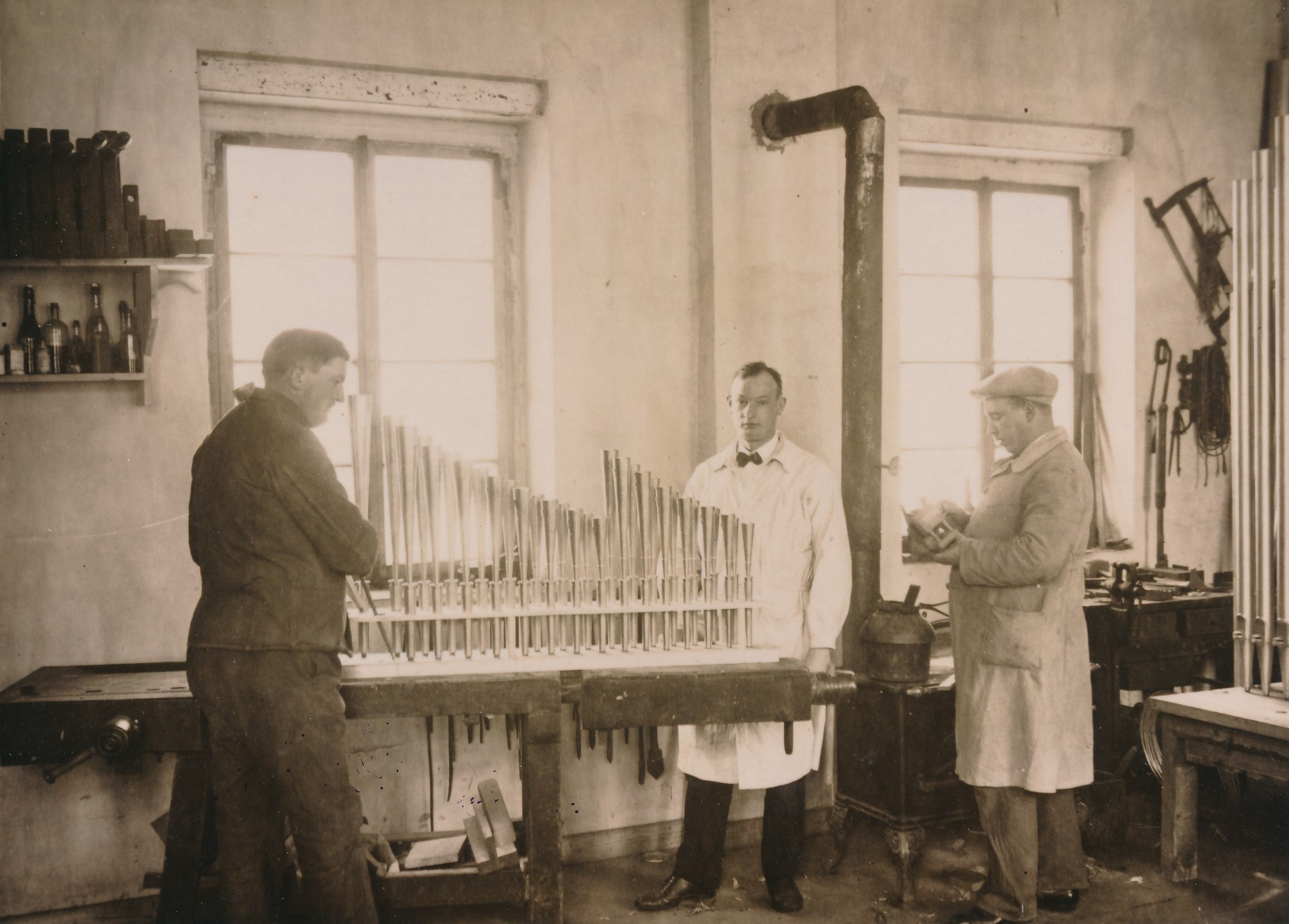

Johann Stockhausen (* 3. September 1843 in Ockenfels; † 24. November 1917 in Linz am Rhein) war ein deutscher Orgelbauer mit Werkstattsitz in Linz am Rhein.

## Leben
Johann Stockhausen lernte das Orgelbauhandwerk bei Ludwig Hünd in Linz am Rhein. Später arbeitete er zeitweise bei Weigle in Echterdingen und Fabritius in Kaiserswerth. 1873 machte er sich mit einer eigenen Werkstatt in Linz am Rhein selbstständig. In der Folge wurden zahlreiche Instrumente überwiegend in katholische Kirchen im Rheinland geliefert.
Stockhausen war seit dem 21. Juli 1884 mit Anna Maria Siebenborn verheiratet und hatte gemeinsam mit ihr vier Kinder. Sein einziger Sohn Johann Stockhausen jun. (1896–1970) übernahm den Betrieb von seinem Vater und leitete ihn bis Ende der 1920er Jahre.

## Werkliste (Auszug)
| Jahr          | Ort                  | Gebäude                 | Bild | Manuale | Register | Bemerkungen |
| ------------- | -------------------- | ----------------------- | ---- | ------- | -------- | --- |
| 1875          | Wittlaer             | St. Remigius            |      | II/P    | 14       | nicht erhalten |
| 1876          | Leubsdorf (am Rhein) | St. Walburgis           |      | I/P     | 9        | für die alte Pfarrkirche erbaut; nicht erhalten. |
| 1876          | Hubbelrath           | St. Cäcilia             |      | I/P     | 7        | Nach Vogt gebraucht erworben (aus Linz?); nicht erhalten. 1949 ersetzt.                                                                               |
| 1878          | Adenau               | St. Johannes der Täufer |      | II/P    | 28       | nicht erhalten |
| 1882          | Eppelborn            | St. Sebastian           |      | II/P    | 12       | 1912 durch einen Neubau von Nikolaus Franzen ersetzt, dieser wiederum 1984 durch die heutige Mayer-Orgel ersetzt.                                     |
| 1886          | Gustorf              | St. Mariä Himmelfahrt   |      | II/P    | 23       | 1961 neobarockisiert durch Weyland; 1990 restauriert durch Weimbs; erhalten!                                                                          |
| 1886          | Temmels              | St. Peter               |      | I/P     | 10       | Ursprünglich für eine andere Kirche bestimmt und später nach Temmels übersetzt; 1975 Erweiterung um einen Subbass durch Orgelbau Trier, Sebald/Oehms. |
| 1895          | Großrosseln          | St. Wenadlinus          |      | II/P    | 19       | 1931 durch Späth elektrifiziert und auf II/21 erweitert; 1964 durch die heutige Mayer-Orgel ersetzt.                                                  |
| 1896          | Spabrücken           | Mariä Himmelfahrt       |      | II/P    | 19       | Neubau unter Verwendung von Gehäuse und weiteren Teilen der Vorgängerorgel von Stumm (1739); 1988 durch die heutige Oberlinger-Orgel ersetzt.         |
| 1897          | Fell (Mosel)         | St. Martin              |      | II/P    | 20       | 1987 ersetzt durch einen technischen Neubau der Firma Mayer unter Verwendung von Gehäuse und Pfeifenwerk.                                             |
| 1905          | Grenderich           | St. Matthias            |      | I/P     | 12       | erhalten |
| ~1920er Jahre | Linz am Rhein        | Evangelische Kirche     |      | II/P    |          | Exaktes Baujahr ist nicht bekannt. Sie wurde durch einen Brand zerstört.                                                                              |
| 1929          | Linz am Rhein        | St. Martin              |      | II/P    | 30       | Verwendung von älterem Pfeifenmaterial (1730, Stumm); größtenteils erhalten, jedoch derzeit nicht spielbar.                                           |